# Constantine Samuel Rafinesque
Constantine Samuel Rafinesque (rođen 22. listopada 1783., Galata, Turska — umro 18. rujna 1840., Philadelphia, Pensilvanija, SAD) francusko–američki polihistor, prirodoslovac, putnik i pisac koji je dao velike i kontroverzne doprinose botanici i ihtiologiji.
Rođen kao sin Francuza i Njemice u Turskoj, a obrazovan u Francuskoj od strane privatnih učitelja, Rafinesque je učio jezike, mnogo čitao i postao duboko zainteresiran za prirodopis. Nakon putovanja u Sjedinjene Države od 1802. do 1805., živio je kao izvoznik na Siciliji, proučavajući prirodnu povijest biljaka i riba, do 1815. Zatim se vratio u Sjedinjene Države. Godine 1818. imenovan je profesorom na Sveučilištu Transylvania, Lexington, Ky., gdje je ubrzo stekao reputaciju briljantnog učitelja, a 1825. osnovao je botanički vrt. Sljedeće godine preselio se u Philadelphiju, gdje je držao predavanja na Franklinovom institutu i nastavio s putovanjima i izletima u svakoj prilici.
Izvanredan proučavatelj prirodne povijesti, Rafinesque je vjerovao da je svaka varijanta vrste "devijantna", koja kroz reprodukciju može postati stalna vrsta; stoga je u određenoj mjeri anticipirao dio teorije evolucije Charlesa Darwina. Nadalje je pokazao svoju neovisnu prosudbu zagovarajući u Sjedinjenim Državama prirodnu metodu klasificiranja biljaka, koju je razvio Antoine Laurent de Jussieu, a koja se znatno razlikovala od opisnog spolnog sustava koji je razvio Carolus Linnaeus. Iako su Rafinesqueove znanstvene sposobnosti bile prepoznate još za njegova života, također je bio oštro kritiziran zbog ponekad nepažljivog rada i zbog svoje sklonosti osnivanju novih rodova i vrsta.
Tijekom svog života mnogo je putovao, skupljao primjerke gdje god je išao, neprestano je pisao i objavljivao. Napisao je više od 950 publikacija o prirodoslovlju, bankarstvu, ekonomiji i drugome.